# Трофимково (Псковская область)
Трофимково — деревня в Печорском районе Псковской области России. Входит в состав сельского поселения «Паниковская волость».
Расположена в 17 км к югу от центра города Печоры и в 1,5 км к западу от волостного центра, деревни Паниковичи.

## Население
Численность населения деревни составляет 18 жителей (2000 год).
| 2001 | 2002 | 2010 |
| ---- | ---- | ---- |
| 18   | ↘13  | ↘8   |

## Топографические карты
- O-35-080-c Масштаб: в 1 км 500 м Госгисцентр